# Islander (Schiff)
Die Islander war ein 1888 in Dienst gestelltes Passagierschiff der kanadischen Reederei Canadian Pacific Steam Navigation Company, das an der kanadischen und US-amerikanischen Pazifikküste als so genannter Coastal Liner eingesetzt wurde. Diese Art von Schiffen beförderte Passagiere, Fracht und Post zwischen den Städten an der Pazifikküste von British Columbia und Alaska, eine Route, die Inside Passage genannt wird. Am 14. August 1901 rammte die Islander im Lynn Canal südlich von Juneau einen Eisberg. Versuche, den Dampfer auf Grund laufen zu lassen, scheiterten. Die Islander sank innerhalb von 15 Minuten, wobei 40 Passagiere und Besatzungsmitglieder ihr Leben verloren. Viele Quellen geben fälschlicherweise 62, 65 und auch bis zu 70 Tote an.

## Das Schiff
Der aus Stahl konstruierte 1519 BRT große Passagierdampfer wurde 1888 von der Canadian Pacific Steam Navigation Company, einer 1881 gegründeten kanadischen Schifffahrtsgesellschaft mit Sitz in Victoria (British Columbia), bei der Bauwerft Napier, Shanks & Bell in Glasgow bestellt und in deren Yoker-Dock gebaut. Die Islander wurde von Dampfmaschinen des Herstellers Dunsmuir & Jackson angetrieben, die eine Höchstgeschwindigkeit von 15 Knoten ermöglichten. Sie war aber zusätzlich mit der Takelage eines Schoners ausgestattet.
Die Islander wurde in einem regulären Liniendienst an der Westküste Kanadas und der Südostküste Alaskas eingesetzt. Die Schiffe auf dieser Route transportierten Passagiere, Fracht und Post von und zu den bedeutenderen Städten dieser Küstenlinie wie Prince Rupert, Alert Bay, Wrangell, Ketchikan, Juneau und Skagway. Dieser wichtige Handelsweg im pazifischen Nordwesten heißt Inside Passage und existiert noch heute.
Sie galt als eines der schnellsten, komfortabelsten und verlässlichsten Schiffe der Inside Passage und war bei der zahlenden Kundschaft sehr beliebt. Aufgrund dessen transportierte sie oft wohlhabende Geschäftsmänner, Bankiers, Börsenmakler und Eisenbahnunternehmer, aber auch Goldsucher, die wegen des Klondike-Goldrauschs nach Dawson im kanadischen Territorium Yukon reisen wollten.

## Untergang
Am Mittwoch, dem 14. August 1901 um 19.30 Uhr, lief die Islander in Skagway (Alaska) zu einer weiteren Überfahrt nach Victoria aus. Das Kommando hatte Kapitän H. R. Foot. Sie hatte 110 Passagiere und 62 Besatzungsmitglieder an Bord und war somit bis zu ihrer vollen Kapazität belegt. Zur Ladung des Schiffs zählte Gold im Wert von sechs Millionen kanadischer Dollar (nach damaligem Geldwert). In der folgenden Nacht dampfte das Schiff in südlicher Richtung durch die Bucht Lynn Canal. Es herrschten gute Wetterbedingungen und das Schiff fuhr bei voller Geschwindigkeit. Um 02.16 Uhr am Morgen des 15. August rammte die Islander  südlich von Juneau einen Eisberg, der ein großes Loch in die Backbordseite riss. Sie nahm Wasser auf und begann, rasch über den Bug
zwischen den Inseln Douglas Island und Admiralty Island zu sinken.
Versuche des Kapitäns, sein Schiff auf Douglas Island auf Grund zu setzen, um es vor dem Untergang zu bewahren, scheiterten, da das Ruder nicht mehr reagierte. Die Islander driftete manövrierunfähig in einer starken südlichen Strömung. Fünf Minuten nach der Kollision lag der Bug bereits so tief im Wasser, dass das Heck aus dem Wasser ragte und die Propeller zu sehen waren. Als die Kessel explodierten, wurde die Holzbeplankung des Schiffs von den Decks gerissen.
15 Minuten nach dem Zusammenstoß sank das Schiff, wobei 18 Besatzungsmitglieder und 22 Passagiere der insgesamt 172 an Bord befindlichen Menschen ums Leben kamen. Es handelte sich um 31 Männer, sechs Frauen und drei Kinder. Unter den Toten waren die Ehefrau und der jüngste Sohn von James Hamilton Ross, dem Kommissar von Yukon, der Multimillionär, Großgrundbesitzer und Direktor der Canadian Commercial Bank, Andrew Keating mit seinen beiden Söhnen Arthur und Julius, sowie der 69-jährige Peter Warren Wentworth Bell, ehemaliger Faktorist der Hudson’s Bay Company.

## Untersuchung
Zwischen dem 4. und 10. September 1901 tagte in Victoria eine Untersuchungskommission, die sich mit dem Unglück auseinandersetzte und viele der überlebenden Passagiere und Besatzungsmitglieder anhörte. Viele Passagiere sagten aus, dass sie nicht darüber informiert wurden, dass es einen Unfall gegeben hatte und dass das Schiff sank. Zudem wurden viele Rettungsboote halbleer und fast ausschließlich mit Mitgliedern der Mannschaft zu Wasser gelassen, wodurch die Passagiere sich selbst überlassen wurden. Während des Untergangs hätten Chaos und Verwirrung geherrscht. Es wurde weiterhin behauptet, Kapitän Foot, der nicht überlebt hatte, sei zum Zeitpunkt des Zusammenstoßes angetrunken gewesen. Im dreiseitigen Abschlussbericht kam der Untersuchungsausschuss zu dem Ergebnis, dass der Kapitän und die Offiziere den Ernst der Lage nicht schnell genug erkannt und nicht ausreichend für eine ordnungsgemäße Evakuierung des Schiffs gesorgt hatten. Die Schuld an dem Unglück wurde ihnen jedoch nicht zugesprochen.

## Bergung
Aufgrund der wertvollen Goldfracht der Islander kam es nach ihrem Untergang zu zahlreichen Bergungsversuchen und auch Gerichtsverhandlungen. Nur wenige Tage nach dem Unglück suchte ihr Schwesterschiff, die Haling, die Umgebung ab, um festzustellen, in welcher Tiefe das Wrack lag. Die Überreste der Islander wurden bei diesem Versuch jedoch nicht gefunden.
Erst 1902 gelang es dem Henry Finch, einem ehemaligen Angestellten des United States Life-Saving Service, das Wrack in 53 m Tiefe auf Position 58° 23′ N, 134° 47′ W zu lokalisieren. Er konnte aber keine Gegenstände bergen. 1904 kehrte er mit einer speziell ausgerüsteten Taucherglocke zur Islander zurück. Er berichtete anschließend von einem sehr großen, klaffenden Loch in der Schiffshülle. Ihm gelang es nicht, in das Schiff einzudringen und das Gold aus dem Zahlmeisterbüro zu bergen. Lediglich Teile der Reling und der Takelage konnte Finch an die Oberfläche bringen. Da sein Sohn Loren bei der Aktion ums Leben kam, gab Finch weitere Versuche auf. Über den Zeitraum der nächsten 25 Jahre kam es zu mindestens einem Dutzend weiterer Versuche, das Gold zu bergen. In jedem Fall konnte das Wrack erreicht, aber nicht betreten werden. Bergungsversuche in einer solchen Tiefe waren im frühen 20. Jahrhundert kaum durchführbar.
1929 begann ein Captain Willey aus Seattle in Zusammenarbeit mit Frank Curtis, einem Abbruchunternehmer aus Olympia, an der Bergung der Islander zu arbeiten. Sie montierten 20 Stahlseile unter dem Wrack, die mit Bergungsschiffen verbunden waren und den Dampfer anhoben. Die Seile wurden jeweils bei Ebbe angebracht und schoben die Islander bei jeder folgenden Flut auf das Ufer zu. Die Aktion zog sich über mehrere Tauchsaisons hin. Am 20. Juli 1934 wurde die Islander bei Green’s Cove (Admiralty Island), schließlich gehoben. Der von Henry Finch beschriebene Schaden erwies sich als wesentlich größer, als erwartet: Die 18 m lange Bugsektion des Dampfers, die den Postraum und den Lagerraum enthielt, war vollkommen abgetrennt worden. Es wurde damit gerechnet, die Goldbarren im Safe des Zahlmeisterbüros zu finden, doch dies erwies sich als Irrtum. Dort fand das Bergungsteam lediglich vereinzelte Goldmünzen und durchweichte Dokumente. Insgesamt wurden Nuggets und Goldstaub im Wert von 75.000 kanadischer Dollar sichergestellt, der Rest blieb verschwunden.
1996 sammelte das Unternehmen OceanMar Inc. aus Seattle in den Vereinigten Staaten und Großbritannien Gelder, um ein Bergungsschiff zu chartern und eine Expedition durchzuführen, die den Bug der Islander mittels Seitensichtsonar und einem ferngesteuerten Fahrzeug aufspüren wollte. Als das Forschungsschiff Jolly Roger in Juneau eintraf, kam ein US Deputy Marshal an Bord und belegte das Unternehmen mit einer einstweiligen Verfügung. Diese war von Yukon Recovery, einem rivalisierenden Bergungsunternehmen, angestrengt worden, da sie das Bergungsrecht aufgrund der 1988 eingeführten Denkmalschutzregelung Abandoned Shipwrecks Act für sich beanspruchte.
OceanMar berief sich auf seinen geltenden Bergungsvertrag (Salvage Agreement) und betonte, dass dieser Vorrang habe. In Anchorage kam es zu einem Treffen der Parteien mit einem Anwalt, der auf Seerecht spezialisiert war. OceanMar erhielt schließlich die Genehmigung, die Wrackstelle abzusuchen und zu filmen, bekam aber die Auflage, keine Gegenstände vom Wrack zu entfernen. Das Bergungsteam an Bord der Jolly Roger fand die fehlende Bugsektion am 15. August 1996, am 95. Jahrestag des Untergangs. Sie verbrachten die folgenden fünf Wochen damit, das Wrack und das umgebende Trümmerfeld zu filmen. Der Rechtsstreit mit Yukon Recovery wurde erst durch ein Gerichtsurteil des United States Court of Appeals am 7. März 2000 zu Gunsten von OceanMar beigelegt.